# Polonia w Holandii
Polonia w Holandii – liczba Polaków mieszkających obecnie w Holandii wynosi około 250 000 – ponad 160 000 jest oficjalnie zarejestrowanych, a około 90 000 przebywa tu czasowo. 130 000 Polaków to imigranci, a 30 000 to obywatele pochodzenia polskiego już urodzeni w Holandii. Największymi skupiskami Polonii są miasta: Haga – 13 078, Rotterdam – 9107, Amsterdam – 5146 oraz gminy: Westland – 3551, Zeewolde – 1122, Noordoostpolder – 1047. Polacy są obecnie szóstą grupą etniczną w Holandii, a drugą (po Niemcach) jeśli chodzi o kraje Unii Europejskiej. Tylko osoby pochodzenia tureckiego, marokańskiego, indonezyjskiego, niemieckiego i surinamskiego stanowią większe grupy etniczne w Holandii.

## Historia
Już w XVII wieku Żydzi aszkenazyjscy uciekający z Polski przed prześladowaniami osiedlali się na terenie Holandii. Na początku XX polscy górnicy osiedlali się w Limburgi, a miasto Brunssum stało się pierwszym ośrodkiem polonijnym Holandii. W czasie II wojny światowej Dywizja Pancerna generała Stanisława Maczka wyzwalała Bredę i wielu jej żołnierzy po zakończeniu wojny pozostało w Bredzie tworząc kolejny ośrodek polonijny. W latach osiemdziesiątych XX wieku, a w szczególności po wprowadzeniu stanu wojennego (13 grudnia 1981), wielu działaczy Solidarności wyemigrowało do Holandii. Od momentu przystąpienia Polski do Unii Europejskiej (1 maja 2004) w związku z otwarciem granic i możliwością zatrudniania w Holandii polskich pracowników fala emigracji narastała tworząc nowe ośrodki polonijne. Obecnie największe skupisko Polaków jest w Hadze – ponad 13 000.

## Demografia
Jeszcze w 1999 roku tylko 5906 Polaków mieszkało w Holandii. W roku 2004 – 7431, w 2009 – 35 499, a w 2014 – 85 785. W roku 2016 populacja osób polskiego pochodzenia liczyła już 150 000 aby osiągnąć ponad 160 000 w roku 2018.
Liczba mieszkańców narodowości polskiej w poszczególnych prowincjach:
|               | Liczba mieszkańców ogółem | Liczba mieszkańców narodowości polskiej | %     |
| Holandia      | 17 081 507                | 161 158                                 | 0,94  |
| ------------- | ------------------------- | --------------------------------------- | ----- |
| Prowincje     |                           |                                         |       |
| Zuid-Holland  | 3 650 222                 | 49 407                                  | 1,35% |
| Noord-Brabant | 2 512 531                 | 35 669                                  | 1,42% |
| Noord-Holland | 2 809 483                 | 24 596                                  | 0,88% |
| Limburg       | 1 117 546                 | 13 273                                  | 1,19% |
| Gelderland    | 2 047 901                 | 11 214                                  | 0,55% |
| Utrecht       | 1 284 504                 | 6797                                    | 0,53% |
| Flevoland     | 407 818                   | 5644                                    | 1,38% |
| Overijssel    | 1 147 687                 | 5154                                    | 0,45% |
| Zeeland       | 381 568                   | 3689                                    | 0,97% |
| Groningen     | 583 581                   | 2215                                    | 0,38% |
| Friesland     | 646 874                   | 1885                                    | 0,29% |
| Drenthe       | 491 792                   | 1615                                    | 0,33% |

Liczba mieszkańców narodowości polskiej (powyżej 1000) w miastach i gminach:
| Miasto/Gmina        | Liczba mieszkańców ogółem | Liczba mieszkańców narodowości polskiej | %     |
| ------------------- | ------------------------- | --------------------------------------- | ----- |
| Haga                | 524 882                   | 13 078                                  | 2,49% |
| Rotterdam           | 634 660                   | 9107                                    | 1,4%  |
| Amsterdam           | 844 947                   | 5146                                    | 0,61% |
| Tilburg             | 213 804                   | 4552                                    | 2,1%  |
| Westland            | 105 632                   | 3551                                    | 3,4%  |
| Eindhoven           | 226 868                   | 3324                                    | 1,47% |
| Helmond             | 90 602                    | 3107                                    | 3,43% |
| Venlo               | 101 059                   | 2327                                    | 2,3%  |
| Breda               | 182 304                   | 2090                                    | 1,15% |
| Dordrecht           | 118 731                   | 1994                                    | 1,68% |
| Schiedam            | 77 837                    | 1884                                    | 2,4%  |
| Haarlemmermeer      | 146 003                   | 1781                                    | 1,22% |
| Almere              | 200 914                   | 1729                                    | 0,86% |
| Oss                 | 90 376                    | 1682                                    | 1,9%  |
| Alphen aan den Rijn | 108 915                   | 1640                                    | 1,51% |
| Utrecht             | 343 038                   | 1625                                    | 0,5%  |
| Meierijstad         | 79 869                    | 1527                                    | 1,9%  |
| Roosendaal          | 77 163                    | 1507                                    | 2,0%  |
| Haarlem             | 159 229                   | 1436                                    | 0,90% |
| Horst aan de Maas   | 42 139                    | 1405                                    | 3,33% |
| Zaanstad            | 153 679                   | 1273                                    | 0,8%  |
| Medemblik           | 44 058                    | 1187                                    | 2,7%  |
| Zeewolde            | 22 457                    | 1122                                    | 5,0%  |
| Waalwijk            | 47 410                    | 1106                                    | 2,3%  |
| Hoorn               | 72 493                    | 1076                                    | 1,48% |
| Lelystad            | 76 937                    | 1066                                    | 1,39% |
| Heerlen             | 87 189                    | 1055                                    | 1,21% |
| Noordoostpolder     | 46 544                    | 1047                                    | 2,2%  |

## Życie codzienne
Większość Polaków mieszkających w Holandii jest zatrudnionych w budownictwie i przemyśle spożywczym, w produkcji ogrodniczej i rolnej. Pracownicy ci są kierowani do pracy poprzez biura pośrednictwa pracy. Wiele biur ma kapitał mieszany polsko-holenderski i pozycje monopolistów na rynku zatrudnienia. Nieliczna grupa to samodzielni przedsiębiorcy, właściciele małych, przeważnie kilkuosobowych przedsiębiorstw, choć nie brak przedstawicieli inteligencji, lekarzy, pracowników biurowych i urzędników. Wyróżniającą się grupę stanowią osoby prowadzące kancelarie księgowe, podatkowe, adwokaci i tłumacze specjalizujący się w usługach doradczych dla rodaków. W osiedlach i miasteczkach zamieszkałych przez Polaków funkcjonują polskie sklepy, kawiarnie i restauracje. Wielu Polaków wiąże swoją przyszłość z Holandią, kupują mieszkania, zakładają rodziny, a dzieci uczęszczają do holenderskich szkół.

## Kościoły i związki wyznaniowe
Bardzo ważnym dla Polaków mieszkających w Holandii jest możliwość uczęszczania na msze w języku polskim. Na terenie Holandii działa duszpasterstwo dla Polonii Zagranicznych ojców Chrystusowców z Instytutu Duszpasterstwa Emigracyjnego gromadzące wiernych w polskojęzycznych rzymskokatolickich parafiach personalnych: Rijsbergen, Meterik, Lunteren, Aalsmeer, Hoogeveen, Den Haag, Rotterdam, Amsterdam, Breda, Groningen i Utrecht. 
Na terenie Holandii funkcjonują również polskojęzyczne zbory Świadków Jehowy w Helmond, Hoofddorp i Nieuwegein, a także grupy w Almere, Bredzie, Haarlem, Hadze, Heerhugowaard, Maassluis i Venlo. Natomiast Zgromadzenia obwodowe w języku polskim odbywają się w Sali Zgromadzeń w Swifterbant.